# Jasna Fazlić
Jasna Fazlić, bosanskohercegovačka, jugoslavenska i američka stonotenisačica. Rođena je u Foči u Bosni i Hercegovini.  Osvajačica je brončane medalje na Olimpijskim igrama u Seulu 1988. godine.